# Suprématie (album d'ADX)
Pour les articles homonymes, voir Suprématie.
Albums de ADX
Enregistrement promotionnel 1
(1987) Exécution publique
(1988)
Suprématie est le troisième album studio du groupe de speed metal français ADX sorti en 1987.

## Liste des titres
| No | Titre                                  | Durée |
| -- | -------------------------------------- | ----- |
| 1. | Nostromo (instrumental)'               | 1:12  |
| 2. | Suprématie                             | 2:56  |
| 3. | Le Jugement de Salem                   | 3:55  |
| 4. | Notre Dame de Paris                    | 4:25  |
| 5. | Victime                                | 5:00  |
| 6. | Les Secrets de l'Olympe (instrumental) | 4:12  |
| 7. | Broceliande                            | 5:34  |
| 8. | La Peur et l'Oubli                     | 5:09  |
| 9. | L'Ordre sacré                          | 4:11  |

Paroles et musique : ADX.

## Composition du groupe
- Philippe "Phil" Grelaud - Chant.
- Hervé "Marquis" Tasson - Guitare.
- Pascal "Betov" Collobert - Guitare
- Frédéric "Deuch" Deuchilly - Basse.
- Didier "Dog" Bouchard - Batterie.

## Sources
1. ↑  www.metal-archives.com
2. ↑  Se finissant par un sirtaki. www.spirit-of-metal.com